# Strada delle Sabbionare
La strada delle Sabbionare, nel comune di Trento collega gli abitati di Martignano (351 m s.l.m.) e Melta di Gardolo (203 m s.l.m.). È situata in un punto strategico, giacché permette di evitare al traffico arrivante da nord e diretto sull'altipiano del Calisio di passare sulla trafficata tangenziale nord, riducendo il rischio di code. Va tuttavia ricordato che si tratta di una strada privata, il cui passaggio è consentito ai soli residenti.

## Storia

### Il preludio romano
In epoca romana, nel 16 a.C., venne costruita ad opera del generale Druso la via Claudia Augusta, che passava ove oggi sorge il prospero abitato di Martignano e sfruttava la vista panoramica sulla valle dell'Adige, già allora importante via di commercio.
Si avvertì dunque l'esigenza di avere collegamenti rapidi con il fondovalle e quindi vennero costruite varie strade che collegavano lo stesso con l'altopiano del Calisio.

### La nascita della strada delle Sabbionare
Queste stradine andarono perse nel corso del Medioevo, finché nel 1869, sotto l'impero austro-ungarico, venne ripresa l'idea dei Romani. L'esigenza questa volta era un veloce collegamento con le fortificazioni di Trento e in particolare il fortino in cima al Monte Calisio. In tale occasione nacque la strada delle Sabbionare.

### Dagli anni Sessanta a oggi
La strada delle sabbionare fino agli anni Sessanta fu utilizzata localmente e attraversava le campagne di Trento. 
Con l'incremento demografico, la nascita e lo sviluppo di Martignano, la strada delle Sabbionare accrebbe notevolmente la sua importanza e divenne parte integrante del paese.
Dal 2008 la sezione più a valle ha assunto nome di via Mattia Carneri.

## Vocazione turistica
La strada è utilizzata per gite domenicali, data la vicinanza al riparo Gaban, noto sito archeologico con ampio parco.
Maggiore è lo sfruttamento nel settore ciclistico: l'arteria è un passaggio obbligato per chi venendo da nord desidera recarsi in Valsugana o a Venezia, ma per gli amanti delle due ruote è un noto centro di allenamenti viste le pendenze: una media del 14% e una massima del 25,6%. La lunghezza complessiva è di 1,5 km.